# Piatus

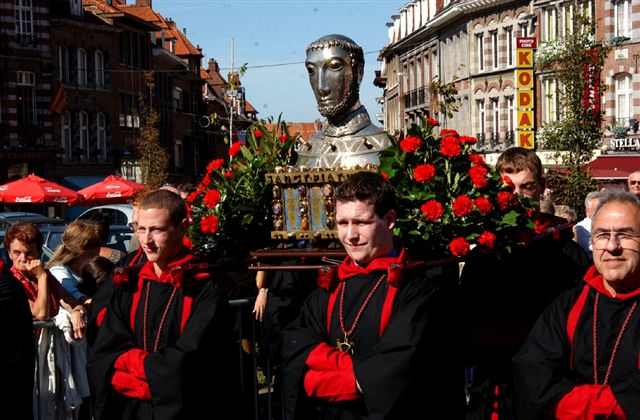
Reliek van Piatus tijdens de Grote Processie van Doornik

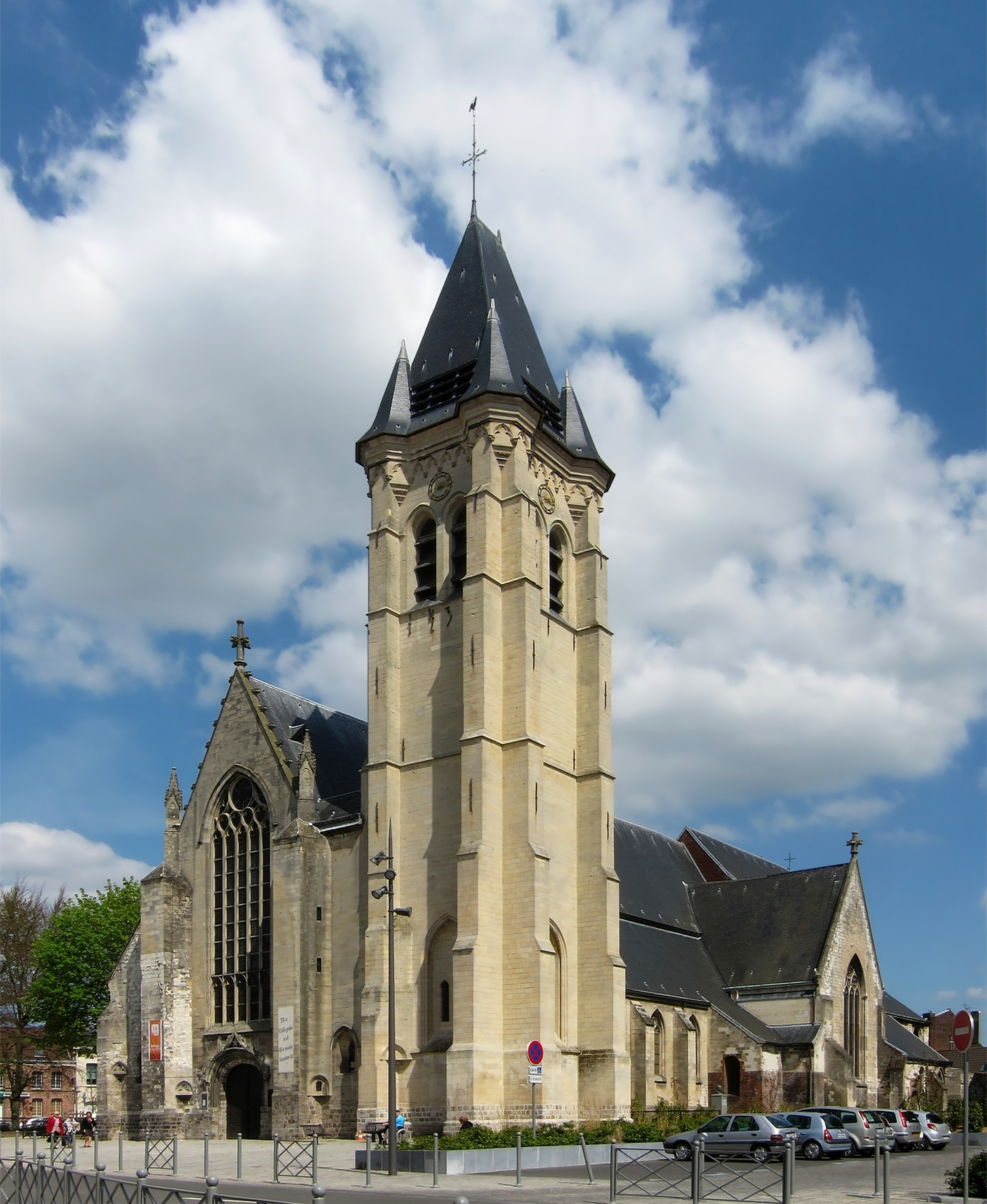
Sint-Piatuskerk van Seclin

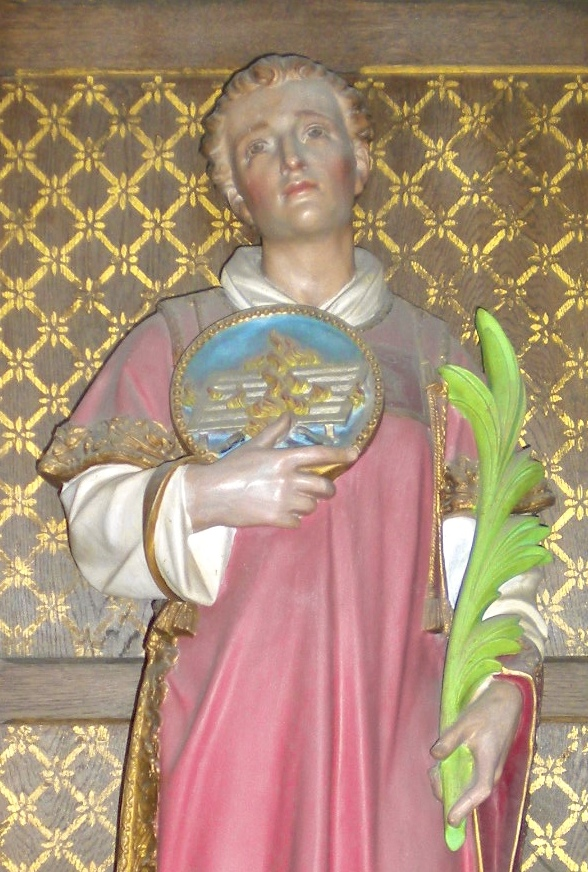

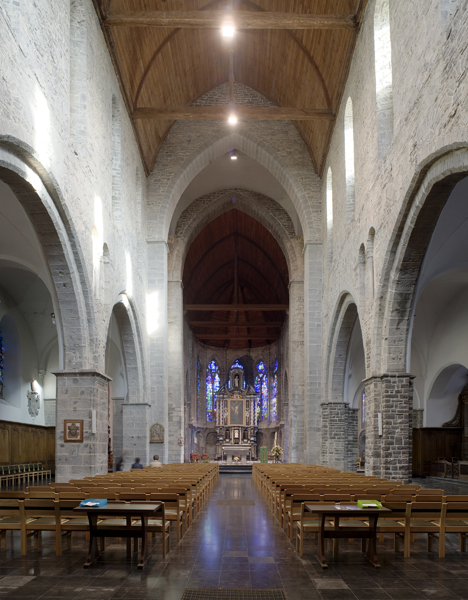
Sint-Piatuskerk (Doornik)

Piatus (Benevento, ? — Doornik, 1 oktober 286) was volgens het Martyrologium Romanum een martelaar en heilige uit de derde eeuw. De feestdag van deze "apostel van Doornik" is op 1 oktober.

## Vita
Onder keizer Maximianus stuurde de paus Piatus naar het noorden van Gallië om het geloof te verbreiden. Hij maakte deel uit van een lichting van twaalf, met onder meer nog Dionysius (die naar Parijs ging). Zelf kwam Piatus in Doornik terecht en deed hij er veel bekeringen. Dit bracht hem in botsing met Rictiovarus, de vicarius van de streek. Rictiovarus liet zijn soldaten een aantal volgelingen van Piatus ombrengen, maar deze ging onverdroten voort met zijn zendelingenwerk. Dit was het sein om hem te arresteren en folteren. Het liep erop uit dat een Romeinse soldaat hem scalpeerde, maar Piatus nam zijn schedeldak in zijn handen en wandelde nog verder tot buiten de stad, waar hij dan toch de geest gaf.
Volgens de Vita Sancti Eligii was Piatus in vergetelheid geraakt tot Elooi rond 650 op miraculeuze wijze zijn stoffelijke resten ontdekte, samen met enkele lange nagels die hij als bewijs van zijn martelaarschap opvatte. In deze Vita komt Seclin in beeld als plaats waar Piatus gestorven is.
De Passio Sancti Piati werd waarschijnlijk in de negende eeuw geredigeerd. Op dat moment was er een levendige verering, zoals blijkt uit het Piatusaltaar rond 800 in de Sint-Vedastuskerk van de Abdij van Sint-Vaast. De auteur uit het Doornikse liet zich sterk inspireren door het verhaal van Lucianus van Beauvais. Usuardus nam het op in zijn martyrologium.

## Verering
Tot de voornaamste Sint-Piatuskerken behoren:
- Sint-Piatuskerk (Doornik)
- Église Saint-Piat van Seclin
- Sint-Piatuskapel in de Kathedraal van Chartres
- Sint-Piatuskapel van Anstaing